# پاول تروست

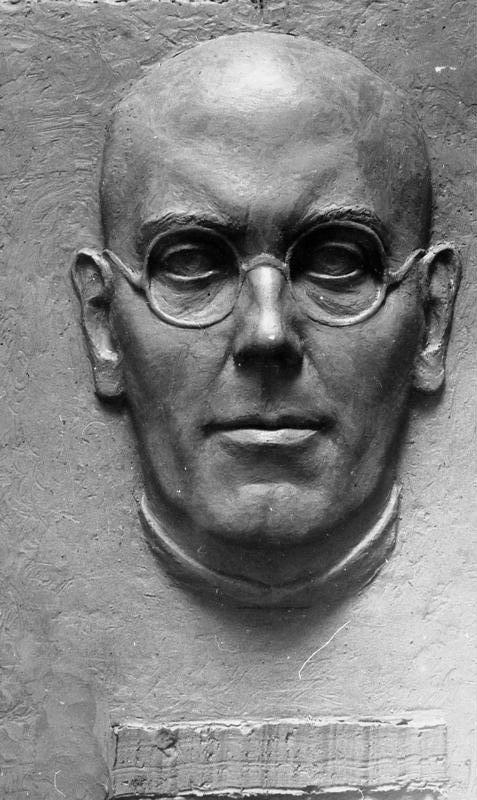

پاول لودویش تروست (به آلمانی: Paul Ludwig Troost) (۱۷ اوت ۱۸۷۸ – ۲۱ ژانویه ۱۹۳۴) معمار آلمانی بود.
تروست معمار مورد علاقه آدولف هیتلر، پیشوای رایش سوم، بود. او در سال ۱۹۳۶، پس از مرگ، جایزه ملی دانش و هنر آلمان را دریافت کرد.

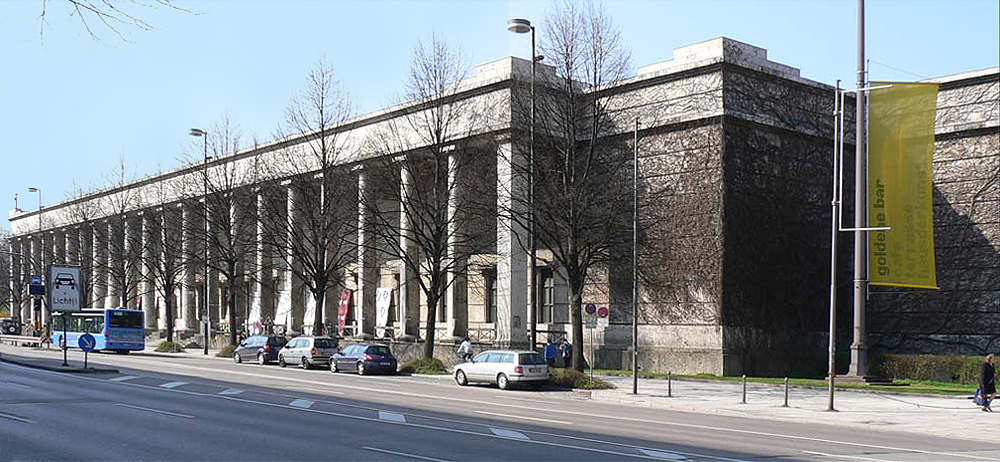
هاوس در کونست، مونیخ